# Evi Grünenwald-Reimer
Evi Grünenwald-Reimer (née Evi Reimer) est une joueuse d'échecs suisse née le 5 janvier 1964.

## Biographie et carrière
Evi Grünenwald-Reimer remporta quatre fois le championnat de Suisse (en 1989, 1992, 1996 et 2000).
Elle représenta la Suisse lors de deux olympiades, en 1996 et 2000.